# Savino Guglielmetti
Savino Guglielmetti (Milão, 26 de novembro de 1911 - Milão, 23 de janeiro de 2006) foi um ginasta italiano, que competiu em provas de ginástica artística pela Itália.
Savino iniciou suas práticas na ginástica aos nove anos, no Clube Artigianelli. Aos dezesseis, começou a treinar visando as Olimpíadas dos Estados Unidos, realizadas em 1932. Em 1930, aos quatorze, conquistou sua vaga na equipe. Além da edição de Los Angeles, o atleta ainda disputou os Jogos da Berlim e de Londres, esta última aos 37 anos. Entre suas maiores conquistas estão as medalhas de ouro por equipes e no salto sobre a mesa, ambas conquistas na edição norte-americana dos Jogos Olímpicos, e o pentacameponato no individual geral italiano. Em 1998, aos 86 anos de idade, fora inserido no International Gymnastics Hall of Fame, como o ginasta mais velho a receber tal honraria.